# Ulee Ceue Keulibeut
Ulee Ceue Keulibeut is een bestuurslaag in het regentschap Pidie van de provincie Atjeh, Indonesië. Ulee Ceue Keulibeut telt 512 inwoners (volkstelling 2010).